# Grotesquerie
Grotesquerie es una serie de televisión estadounidense de horror y drama creada por Ryan Murphy, Jon Robin Baitz y Joe Baken para FX. La serie se estrenó el 25 de septiembre de 2024.

## Sinopsis
La serie sigue a la detective Lois Tryon que lleva a cabo una investigación sobre una serie de crímenes atroces que han perturbado a una pequeña comunidad. La detective siente que estos crímenes son inquietantemente personales, como si alguien -o algo- se estuviera burlando de ella. En casa, Lois se enfrenta a una tensa relación con su hija, a un esposo hospitalizado de larga duración y a sus propios demonios internos. Sin pistas y sin saber a quién recurrir, acepta la ayuda de la «hermana Megan», una monja y periodista del Catholic Guardian. La hermana Megan, con su propio pasado difícil, ha visto lo peor de la humanidad, pero sigue creyendo en su capacidad para el bien. Lois, en cambio, teme que el mundo esté sucumbiendo al mal. A medida que Lois y la hermana Megan van hilvanando pistas, se encuentran atrapadas en una siniestra red que sólo parece plantear más preguntas que respuestas.

## Elenco y personajes

### Principales
- Niecy Nash-Betts como la detective Lois Tryon
- Courtney B. Vance como Marshall Tryon
- Nicholas Alexander Chavez como el Padre Charlie
- Micaela Diamond como la hermana Megan
- Raven Goodwin como Merritt Tryon
- Lesley Manville como la enfermera Redd

### Recurrente
- Travis Kelce como Ed Lachlan
- Brooke Smith como Gale Hanover
- Joshua Bitton como el Sargento Cranburn
- Tessa Ferrer como Grace Finn

### Invitados
- Victoria Abbott como Andrea Salana
- Kathryn Hunter como Maisie Montgomery
- Lillias White como Glorious McKall
- John Billingsley como el Dr. Lehman
- Santino Fontana como el Dr. Witticomb
- Spenser Granese como Justin Blake

## Episodios
| N.º | Título                         | Dirigido por          | Escrito por                              | Fecha de emisión original | Código de prod. | Audiencia (millones) |
| --- | ------------------------------ | --------------------- | ---------------------------------------- | ------------------------- | --------------- | -------------------- |
| 1   | «Pilot»                        | Max Winkle            | Ryan Murphy, Jon Robin Baitz & Joe Baken | 25 de septiembre de 2024  | 1UYY01          | 0.343                |
| 2   | «True Crime Catholics»         | Max Winkle            | Ryan Murphy, Jon Robin Baitz & Joe Baken | 25 de septiembre de 2024  | 1UYY02          | 0.343                |
| 3   | «The Bender»                   | Ryan Murphy           | Ryan Murphy, Jon Robin Baitz & Joe Baken | 2 de octubre de 2024      | 1UYY03          | 0.203                |
| 4   | «Coordinates»                  | Alexis Martin Woodall | Ryan Murphy, Jon Robin Baitz & Joe Baken | 2 de octubre de 2024      | 1UYY04          | 0.144                |
| 5   | «Red Haze»                     | Max Winkle            | Ryan Murphy, Jon Robin Baitz & Joe Baken | 9 de octubre de 2024      | 1UYY05          | 0.224                |
| 6   | «Good Caesarean Work»          | Max Winkle            | Ryan Murphy, Jon Robin Baitz & Joe Baken | 9 de octubre de 2024      | 1UYY06          | 0.171                |
| 7   | «Unplugged»                    | Max Winkle            | Ryan Murphy, Jon Robin Baitz & Joe Baken | 16 de octubre de 2024     | 1UYY07          | 0.200                |
| 8   | «In Dreams»                    | Elegance Bratton      | Ryan Murphy, Jon Robin Baitz & Joe Baken | 23 de octubre de 2024     | 1UYY08          | 0.173                |
| 9   | «The Stinging Aroma of Sulfur» | Alexis Martin Woodall | Ryan Murphy, Jon Robin Baitz & Joe Baken | 23 de octubre de 2024     | 1UYY09          | 0.108                |
| 10  | «I Think I'm Dead»             | Alexis Martin Woodall | Ryan Murphy, Jon Robin Baitz & Joe Baken | 30 de octubre de 2024     | 1UYY10          | 0.196                |

## Producciones

### Desarrollo
En febrero de 2024, FX ordenó la producción de la serie titulada Grotesquerie. La serie está creada por Ryan Murphy, Jon Robin Baitz, y Joe Baken, quienes desempeñaran como productores ejecutivos junto a Alexis Martin Woodall, Max Winkler, Niecy Nash-Betts, Courtney B. Vance, Peter Liguori, Nissa Diederich, Eric Kovtun and Scott Robertson. Las productoras involucradas en la serie son 20th Television y Ryan Murphy Television.

### Casting
Tras el anuncio de la serie, Niecy Nash-Betts, Courtney B. Vance y Lesley Manville se unieron al elenco principal de la serie. En mayo de 2024, se anunció que Travis Kelce se unió al elenco principal de la serie. En agosto de 2024, se anunció que Micaela Diamond, Nicholas Alexander Chavez y Raven Goodwin se unieron al elenco principal de la serie.

### Rodaje
El rodaje de la serie comenzó en Los Ángeles en abril de 2024 y finalizó en agosto de 2024.

## Lanzamiento
Grotesquerie se estrenó sus dos primeros episodios en FX el 25 de septiembre de 2024. Los ocho episodios siguientes se emitirán semanalmente los miércoles de dos en dos hasta el 23 de octubre de 2024. Cada episodio estará disponible en Hulu al día siguiente de su emisión en FX. La serie se estrenó internacionalmente en Disney+, siendo para Hispanoamérica en 23 de octubre de 2024 y en España el 13 de noviembre de 2024.

## Recepción

### Audiencia en streaming
Grotesquerie debutó en el número 1 de la lista «Top 15 Today» de Hulu en su primer día completo de estreno y permaneció en la lista durante cinco días consecutivos a partir del 1 de octubre de 2024, junto a otras series de televisión realizadas por Ryan Murphy, como American Sports Story y Doctor Odyssey. El sitio web de agregador de streaming Reelgood, que controla los datos en tiempo real de 5 millones de usuarios en EE. UU. para programas y películas originales y adquiridos en streaming a través de servicios de vídeo a la carta (SVOD) y vídeo a la carta con publicidad (AVOD), informó de que Grotesquerie fue la octava serie de televisión más emitida en EE. UU. durante la semana del 26 de septiembre al 2 de octubre de 2024. La empresa de análisis Samba TV, que recopila datos de audiencia de ciertas smart TVs y proveedores de contenidos, calculó que fue el noveno programa más visto durante la semana del 30 de septiembre al 6 de octubre de 2024. En la semana que terminó el 9 de octubre de 2024, Reelgood anunció que Grotesquerie era la novena serie más vista en streaming en EE UU.

### Respuesta de la crítica
En el sitio web del agregador de reseñas Rotten Tomatoes tiene un índice de aprobación del 73%, basándose en 15 reseñas con una calificación media de 5.2/10. El consenso crítico dice: «Campy y terrorífica a partes iguales, Grotesquerie es un festín estomacal para los espectadores que buscan emociones fuertes». En Metacritic, tiene una puntuación media ponderada de 51 de 100, basada en 7 reseñas, indicando «críticas mixtas o medias».
Nakeisha Campbell, de PureWow, comentó que, aunque las imágenes gráficas de Grotesquerie pueden resultar inquietantes -lo que casi la llevó a dejar de ver la serie-, la sólida interpretación de Niecy Nash-Betts la mantuvo enganchada. Elogió la exploración de las luchas personales de la detective Lois Tryon y destacó la asociación entre Tryon y la hermana Megan, describiendo su dinámica como una refrescante adición a la narrativa. Campbell también reconoció el tono de suspense y expresó curiosidad por la dirección de la serie, reconociendo su atractivo para los fans del terror intenso. Matthew Creith, de TheWrap, elogió la interpretación de Nash-Betts, un personaje imperfecto que lucha contra el alcoholismo y sus problemas personales mientras investiga una serie de grotescos casos de asesinato. Apreció la excentricidad de los personajes secundarios, sobre todo de la hermana Megan y la enfermera Redd, y dijo que añaden capas de extrañeza a la narración. Creith elogió la serie por su tono oscuro y macabro, destacando su evolución de un típico drama policial a una exploración más profunda de la paranoia y la sociopatía, al tiempo que reconoció la intrigante dinámica y los temas teológicos presentados a lo largo de la serie.
Daniel Kurland, de Bloody Disgusting, señaló que Grotesquerie se asemeja a una temporada de American Horror Story, aunque está más centrada y fundamentada. Encontró que la atmósfera evoca una fuerte sensación de terror, estableciendo paralelismos con Seven y Hannibal, y dijo que el contraste entre el horror y la vida doméstica aumenta el impacto de los asesinatos. Kurland elogió a Nash-Betts por su interpretación y destacó a la hermana Megan Duval de Micaela Diamond como el personaje más destacado, sugiriendo que su dinámica explora temas de fe en medio de la violencia. Kurland reconoció que, si bien las series de Murphy suelen empezar con fuerza pero pueden flaquear, Grotesquerie establece una base sólida, y concluyó con un cauto optimismo respecto al potencial de la serie dentro del género de terror. Daniel Fienberg, de The Hollywood Reporter, señaló que Grotesquerie resulta familiar dentro del universo de Murphy, con un montaje que recuerda a American Horror Story y Seven, incorporando temas de simbolismo religioso y decadencia social. Alabó la interpretación de Nash-Betts como la detective, elogiando su nueva visión del arquetipo y la fuerte química con los actores secundarios Raven Goodwin y Courtney B. Vance. Fienberg también destacó el papel de Diamond como la hermana Megan, pero consideró que la serie era un tanto predecible en sus primeros episodios, por lo que esperaba más innovación en futuras entregas.
Petrana Radulovic de Polygon describió Grotesquerie como intrigante pero imperfecta, destacando el atractivo misterio y los asesinatos exagerados y religiosamente simbólicos. Elogió las interpretaciones, especialmente las de Nash-Betts como la detective Lois Tryon y Diamond como la hermana Megan. Radulovic también alabó el montaje de la serie y sus inquietantes escenas de crímenes, que recuerdan a Seven, pero expresó sus dudas sobre la capacidad de Murphy para ofrecer una conclusión satisfactoria, basándose en sus proyectos anteriores. Rebecca Nicholson, de The Guardian, le dio a Grotesquerie una puntuación de tres estrellas sobre cinco y calificó la serie como muy pesimista en comparación con el trabajo habitual de Murphy, centrándose en una narrativa más grandiosa en medio de sus horrores góticos. La serie le pareció visualmente impactante, pero criticó su dependencia de la exposición torpe, que socava su atmósfera espeluznante. Nicholson alabó la interpretación de Nash-Betts como una detective bebedora, destacando su aplomo a pesar de la naturaleza tópica del papel, y elogió la habilidad de Lesley Manville para pronunciar frases absurdas. Aunque reconoció su lentitud, la serie le pareció intrigante por sus temas de colapso social, fe y miedo, lo que sugiere que merece la pena continuar a pesar de algunos defectos.